# Jeżoskórka ciernista
Jeżoskórka ciernista, czubajeczka jeżowata (Echinoderma echinaceum (J.E. Lange) Bon) – gatunek grzybów z rodziny pieczarkowatych (Agaricaceae).

## Systematyka i nazewnictwo
Pozycja w klasyfikacji według Index Fungorum: Echinoderma, Agaricaceae, Agaricales, Agaricomycetidae, Agaricomycetes, Agaricomycotina, Basidiomycota, Fungi.
Po raz pierwszy opisał go w 1940 r. Jakob Emanuel Lange, nadając mu nazwę Lepiota echinacea. W 1991 r. Marcel Bon przeniósł go do rodzaju Echinoderma. Synonimy:
- Cystolepiota echinacea (J.E. Lange) Knudsen 1978
- Echinoderma echinaceum var. cedriolens Bon 1993
- Lepiota echinacea J.E. Lange 1940
- Lepiota echinacea var. cedriolens (Bon) E. Ludw. 2012

W 2003 r. Władysław Wojewoda zarekomendował polską nazwę czubajeczka jeżowata dla synonimu Lepiota echinacea. Jest niespójna z aktualną nazwą naukową. W 2021 r. Komisja ds. Polskiego Nazewnictwa Grzybów Polskiego Towarzystwa Mykologicznego zarekomendowała nazwę jeżoskórka krótkotrzonowa.

## Morfologia
Kapelusz
O średnicy 2,5–6 cm, młode okazy kuliste, potem kolejno półkuliste i wypukłe, na koniec rozpostarte. Powierzchnia cielistobrązowa, pokryta nieco ciemniejszymi, ostrymi, kolczastymi wzniesieniami i łuseczkami.
Blaszki
Dość gęste, o barwie od białej do kremowej, nierozwidlone.
Trzon
Walcowaty z korzeniastą podstawą. Powierzchnia o podobnej barwie jak kapelusz, poniżej pierścienia pokryta łuseczkami, powyżej bardziej gładka. Pierścień niepozorny, pajęczynkowato-włókienkowaty. Szybko zanika, pozostaje po nim tylko strefa pierścieniowa.
Miąższ
Biały z kremowym odcieniem, nie zmieniający barwy po uszkodzeniu, bez wyraźnego zapachu i smaku, w trzonie włókienkowaty.
Wysyp zarodników
Biały.
Cechy mikroskopowe
Zarodniki elipsoidalne, gładkie, szkliste, 4–5,5 × 2,5–3 µm.
Gatunki podobne
W podobnym środowisku występuje i makroskopowo jest podobna jeżoskórka ostrołuskowa (Echinoderma asperum). Podobna są także jeżoskórka pomarańczowobrzega (Echinoderma calcicola) i jeżoskórka czarnoostrzowa (Echinoderma hystrix).

## Występowanie i siedlisko
Występuje na wszystkich kontynentach poza Antarktydą, także w Polsce. Na Czerwonej liście roślin i grzybów Polskima status V – gatunek zagrożony wymarciem, który w najbliższej przyszłości prawdopodobnie przesunie się do ktaegorii wymierających, jeśli nadal będą działać czynniki zagrożenia.
Naziemny saprotrof. Występuje w lasach.